# Bruce McGill
Bruce Travis McGill (San Antonio (Texas), 11 juli 1950) is een Amerikaans acteur.
McGill groeide op in San Antonio, waar hij zijn acteercarrière begon aan de Wilshire Elementary School en later de MacArthur High School.
Hij speelde belangrijke bijrollen in onder meer Animal House en The Legend of Bagger Vance. Veel mensen kennen McGill nog wel als de prettig gestoorde piloot Jack Dalton uit de serie MacGyver. Later had hij rollen in Vantage Point en Legally Blonde 2 Ook speelde McGill gastrollen in series als Quantum Leap, CSI, Home Improvement en Tales from the Crypt.
Sinds 1994 is McGill getrouwd met Gloria Lee.